# Agrobate du Ghana
Tychaedon leucosticta
Espèce
Synonymes
- Erythropygia leucosticta (protonyme)

Statut de conservation UICN

 LC  : Préoccupation mineure
L'Agrobate du Ghana (Tychaedon leucosticta) est une espèce de petits passereaux de la famille des Muscicapidae.

## Répartition
Son aire disjointe s'étend à travers l'Afrique équatoriale.

## Habitat
Son cadre naturel de vie est la forêt humide tropicale et subtropicale.         

## Taxonomie
S'appuyant sur diverses études phylogéniques, le Congrès ornithologique international (classification version 4.1, 2014) déplace cette espèce, alors placée dans le genre Erythropygia, dans le genre Cercotrichas.

## Sous-espèces
Selon la classification de référence du Congrès ornithologique international (14.2, 2024) il se répartit en 4 sous-espèces (ordre phylogénique) :
- T. leucosticta colstoni Tye, 1991 — forêts humides guinéennes ;
- T. leucosticta leucosticta (Sharpe, 1883) — Ghana ;
- T. leucosticta collsi (Alexander, 1907) — nord-est de la RDC et sud-est du Centrafrique ;
- T. leucosticta reichenowi (Hartert, 1907) — ouest de l'Angola.